# Culex worontzowi
Culex worontzowi är en tvåvingeart som beskrevs av Pessoa och Galvao 1936. Culex worontzowi ingår i släktet Culex och familjen stickmyggor. Inga underarter finns listade i Catalogue of Life.